# Impacto mortal
Impacto mortal (título original: Double Tap) es una película estadounidense de acción, drama y crimen de 1997, dirigida por Greg Yaitanes, escrita por Erik Saltzgaber, Alfred Gough y Miles Millar, musicalizada por Moby, en la fotografía estuvo John Peters y los protagonistas son Stephen Rea, Heather Locklear y Peter Greene, entre otros. El filme fue realizado por Cypher Productions Inc. y Decade Pictures; se estrenó el 5 de septiembre de 1997.

## Sinopsis
Una agente del FBI está tras un líder del narcotráfico. Se topa en su camino con un expolicía, que ahora es un sicario, este elimina a sus objetivos de dos tiros en la cabeza. La mujer luego se da cuenta de que solo mata a personas que se lo merecían y, enamorada de él, lo contrata para que se encargue del traficante.